# دييجو دي روخاس وكونتريراس
دييغو دي روخاس إي كونتريراس (بالإسبانية: Diego de Rojas y Contreras؛ 26 يوليو 1700 – 10 نوفمبر 1772) كان رجل دين وسياسيًا إسبانيًا بارزًا في القرن الثامن عشر. شغل مناصب كنسية وسياسية رفيعة، أبرزها منصب أسقف قرطاجنة وحاكم مجلس قشتالة، قبل أن تنتهي مسيرته السياسية بشكل مفاجئ بعد اتهامه بالضلوع في شغب إسكيلاتشي عام 1766.

## النشأة والتعليم
وُلد دييغو في بلد الوليد لعائلة أرستقراطية نافذة. كان والده، دييغو دي روخاس أورتيغا، مركيز فيّانويفا دي دويرو وعضوًا في مجالس الدولة الهامة، ووالدته هي ماريا دي كونتريراس. تلقى تعليمه في كلية "سان بارتولومي" المرموقة التابعة لـجامعة سلامنكا، حيث انتمى إلى فئة الطلاب النخبويين المعروفين باسم "الكوليخياليس" (Colegiales)، والذين شكلوا شبكات نفوذ سياسي قوية في إسبانيا آنذاك. كما كان عضوًا في الرهبانية اليسوعية.

## المسيرة الكنسية والسياسية
بفضل خلفيته الأرستقراطية وتعليمه المتميز، تدرج روخاس بسرعة في المناصب. عُيّن في البداية نائبًا عامًا في محاكم بلد الوليد الملكية، ثم صعد ليشغل منصب حاكم مجلس قشتالة، وهو أحد أرفع المناصب الإدارية والقضائية في المملكة الإسبانية.
على الصعيد الكنسي، تم تعيينه أسقفًا على أبرشية كالاورا، ثم نُقل في 12 مارس 1753 ليصبح أسقف أبرشية قرطاجنة، ومقرها في مدينة مرسية. خلال فترة توليه هذا المنصب حتى وفاته، أشرف على اكتمال بناء القصر الأسقفي في مرسية.

## دوره في شغب إسكيلاتشي وسقوطه
في عام 1766، اندلعت في مدريد أعمال شغب واسعة عُرفت بـ"شغب إسكيلاتشي"، احتجاجًا على سياسات وزير الملك كارلوس الثالث. خلال الفوضى، حاصر المتظاهرون منزل الأسقف روخاس وأجبروه، حسب شهادته، على التوقيع على رسالة موجهة إلى الملك تطالبه بتلبية مطالب المحتجين.
بعد انتهاء الشغب، قاد المدعي العام بيدرو رودريغيث كامبومانيس تحقيقًا سريًا حول الأحداث. وجهت التحقيقات اتهامات إلى روخاس بالتعاطف مع مثيري الشغب أو حتى التواطؤ معهم، خاصة وأن خصومه السياسيين ربطوه باليسوعيين، الذين تم اتهامهم لاحقًا بتدبير الانتفاضة.
على الرغم من أنه لم يُحاكم رسميًا، إلا أن هذه الاتهامات كانت كافية لتدمير مسيرته السياسية. تم إعفاؤه من جميع مناصبه السياسية بأمر ملكي، وعاش بقية حياته معزولاً عن السلطة.

## السنوات الأخيرة والوفاة
في عام 1767، صدر قرار ملكي بطرد الرهبانية اليسوعية من جميع الأراضي الإسبانية، وهو القرار الذي أثر بشكل غير مباشر على سمعة روخاس بسبب ارتباطه السابق بهم.
توفي دييغو دي روخاس إي كونتريراس في 10 نوفمبر 1772 في القصر الأسقفي بمرسية، ودُفن في دير الراهبات الكبوشيات في المدينة.